# Suhur
Suhur (arab. ‏سحور‎, suḥūr) – ostatni posiłek, który wolno spożyć muzułmaninowi przed świtem w okresie postu ramadan. Należy spożyć go przed wezwaniem do porannej modlitwy przed wschodem słońca (fadżr). Suhur jest najczęściej jedynym poza wieczornym iftarem, czyli pierwszym po zachodzie słońca, posiłkiem spożywanym w okresie ramadanu. W ciągu całego dnia (od wschodu do zachodu słońca) muzułmanin powinien powstrzymać się m.in. od jedzenia, picia oraz kontaktów seksualnych (saum).